# 1583 Antilochus
1583 Antilochus là một vệ tinh của Sao Mộc, một tiểu hành tinh trong hệ thống mặt trời. Nó được đặt theo tên của vị anh hùng Hy Lạp cổ đại Antilochus và được Sylvain Julien Victor Arend phát hiện vào ngày 19 tháng 9 năm 1950 tại Uccle, Bỉ.